# Słowenia na Zimowych Igrzyskach Paraolimpijskich 2006
Reprezentacja Słowenii na Zimowych Igrzyskach Paraolimpijskich 2006 liczyła 1 sportowca.

## Reprezentanci Słowenii

### Narciarstwo alpejskie
- Ziga Breznik

## Medale

### Złote medale
brak

### Srebrne medale
brak

### Brązowe medale
brak